# Euphorbia mucronulata
Euphorbia mucronulata — вид рослин із родини молочайних (Euphorbiaceae), ендемік Узбекистану.

## Опис
Це рослина заввишки 10–25 см. Стеблові листки майже сидячі, на основі округлі, яйцювато-ланцетні, 1–3 см, коротко шпилясті, цілі або зубчасті. Циатій широко дзвоноподібний, 4 мм. Квітки жовті. Період цвітіння: літо.

## Поширення
Ендемік Узбекистану. Населяє скелясті схили.